# 孔斯巴卡
孔斯巴卡（瑞典語：Kungsbacka，瑞典語發音：[kɵŋsˈbaˈka] ⓘ）是瑞典哈兰省孔斯巴卡市镇的治所，亦是大哥德堡都會區的一部分。2010 年人口為 19,057 人。孔斯巴卡是瑞典最富裕的地區之一，2007年平均淨值為850,000瑞典克朗，為列國內第16位。  

## 友好城市
和孔斯巴卡簽訂友好城市協議的城市有：
- 芬蘭薩里耶爾維[3]
- 哥倫比亞內瓦